# Chima Nwosu
Chima Nwosu (12 de maio de 1986) é uma futebolista nigeriana que atua como defensora.

## Carreira
Chima Nwosu integrou o elenco da Seleção Nigeriana de Futebol Feminino, nas Olimpíadas de 2004. 